# Atlantische Hurrikansaison 1780
Die Atlantische Hurrikansaison 1780 lief durch den Sommer und Herbst des Jahres 1780 und war außerordentlich zerstörerisch – mit mehr als 25.000 Toten war sie die Hurrikansaison im Atlantik mit den meisten Todesopfern. Drei verschiedene Hurrikane töteten jeweils mehr als 1000 Personen; ein solcher Verlauf wurde bislang nicht mehr beobachtet und nur in den atlantischen Hurrikansaisons 1893 und 2005 gab es zwei solche Hurrikane. Die meteorologischen Aufzeichnungen aus dieser Zeit decken nicht die ganze Hurrikanregion ab, weite Teile der Küsten waren aber ausreichend besiedelt, um den Verlauf von einigen dieser Hurrikane zu dokumentieren. Es ist aber möglich, dass im atlantischen Becken 1780 weit auf Hoher See mehr als die acht verzeichneten tropischen Wirbelstürme existierten.

## Historischer Zusammenhang
Die Anhäufung der Zerstörungen dieser Hurrikansaison steht vor dem Hintergrund des Amerikanischen Unabhängigkeitskrieges. Dabei operierte aufgrund der Feindlichkeiten zwischen den Flotten Spaniens, Frankreich und den Niederlanden einerseits und der Royal Navy andererseits im Karibischen Meer und im Golf von Mexiko eine erhöhte Zahl von Schiffen, die während Kampfhandlungen und bei Truppentransporten verstärkt den Wettergefahren ausgesetzt waren. Somit kam es zu einem erheblichen Verlust an Menschenleben, insbesondere bei den drei schweren Hurrikanen, die in schneller Folge im Oktober 1780 das Operationsgebiet der involvierten Flotten betrafen.

## Stürme

### Santa-Lucia-Hurrikan
Am 13. Juni verursachte ein Hurrikan Tote und Sachschäden auf Puerto Rico, nachdem er auch St. Lucia getroffen hatte.

### Louisiana-Hurrikan
New Orleans erlebte am 24. August einen kraftvollen Hurrikan mit Spitzenböen von über 255 km/h, wodurch in Grand Isle 39 der 45 dortigen Gebäude zerstört wurden. Das Auge zog in der folgenden Nacht über New Orleans hinweg und beschädigte schwer eine Reihe von Gebäuden in dem Stadtviertel, das heute als French Quarter bekannt ist. Die Ernte wurde nach den Aufzeichnungen des Comte de Lafrenière ruinös geschädigt, es kam zu Überflutungen und Tornados.

### Saint-Kitts-Sturm
Am 25. August wurde St. Kitts, eine der Inseln über dem Winde von einem Sturm getroffen.

### Savanna-la-Mar-Hurrikan
Am 3. Oktober traf ein Hurrikan auf Jamaika, wodurch der Seehafen Savanna-la-Mar vollständig zerstört wurde. Der Wirbelsturm setzte seinen Zug fort und traf am 4. Oktober auf Kuba, wo er nach manchen Schätzungen 1115 Menschen tötete.

### The Great Hurricane
Der zweite Hurrikan des Oktobers 1780 wird noch heute als „The Great Hurricane“ bezeichnet. Er verursachte den Tod von 22.000 Menschen in der östlichen Karibik und ist somit einer der zerstörerischsten Hurrikane in der Region. Die Auswirkungen spürten besonders die Flotten von Großbritannien und Frankreich, die sich in der Region belauerten, um auf die reichen Besitzungen der gegnerischen Nation Angriffe zu führen.

### Solano’s Hurricane

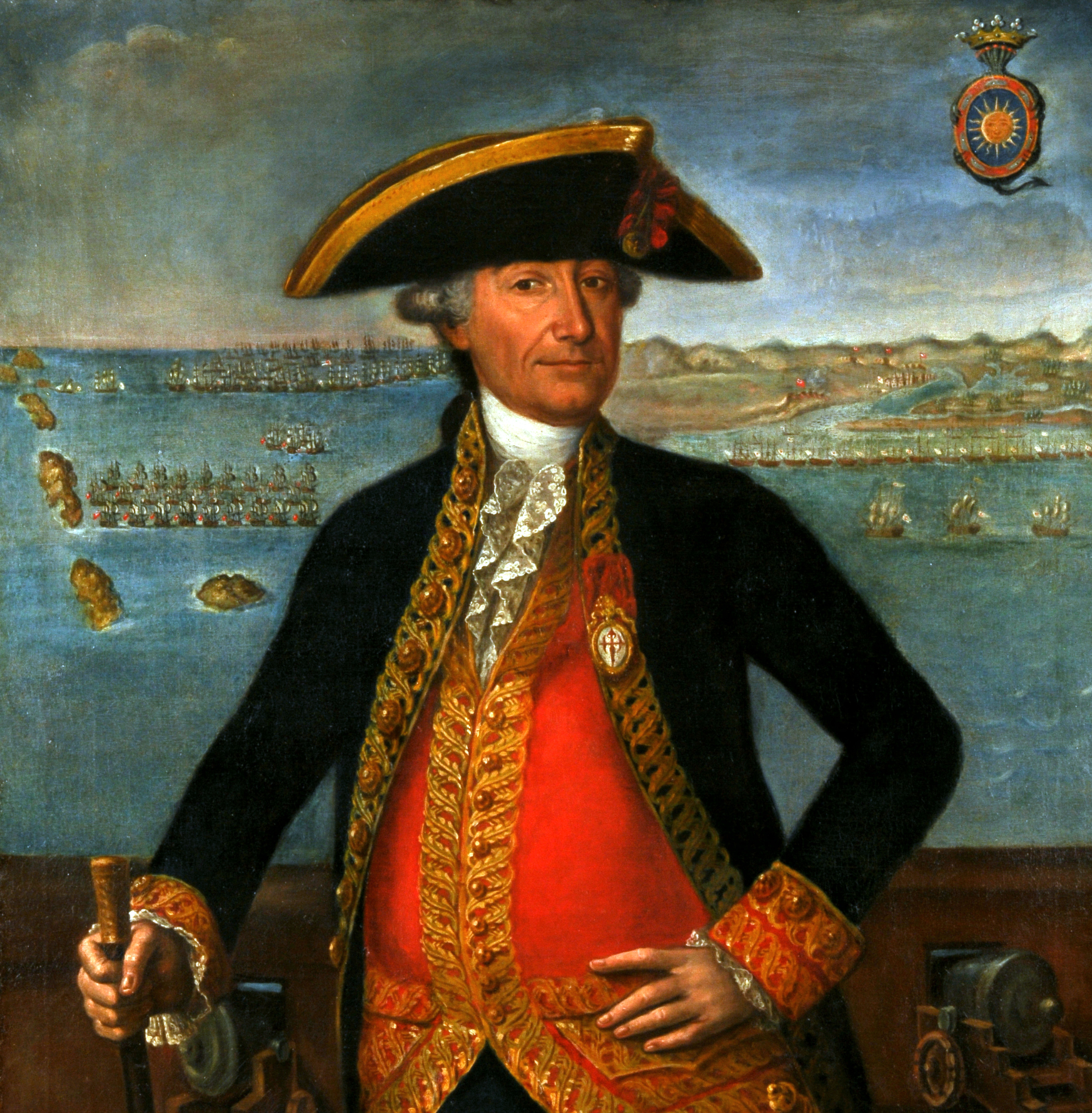
José Solano (1726–1806)

Als „Solano’s Hurricane“ wird der dritte sehr starke Hurrikan des Oktobers 1780 bezeichnet. Dieser traf im östlichen Golf von Mexiko eine spanische Flotte, die aus 64 Schiffen unter dem Kommando von José Solano bestand und auf dem Weg von Havanna, Kuba nach Pensacola in Florida war. An Bord der Schiffe waren 4000 Soldaten unter dem Befehl von Bernardo de Gálvez, von denen im Laufe des Sturmes rund 2000 das Leben verloren. Der langsam wandernde Hurrikan wurde erstmals am 15. Oktober in der Nähe von Jamaika bemerkt und zog vermutlich nordwestwärts über das westliche Ende Kubas, bevor er nach Nordosten schwenkte und auf die Apalachee Bay zu zog. Er traf am 20. Oktober auf Solanos Flotte, bevor er sich am 22. Oktober irgendwo über dem Südosten der nordamerikanischen Landmasse auflöste.

### Andere tropische Wirbelstürme
Ende Oktober traf ein tropischer Wirbelsturm auf Barbados und danach auf St. Lucia.
Um den 17. November zog ein tropischer Wirbelsturm an der Ostküste der Vereinigten Staaten nordwärts und störte so die Seeblockade der Bundesstaaten in Neuengland durch die Briten.